# Taylor Jenkins
Taylor Vetter Jenkins (Dallas, 12 settembre 1984) è un allenatore di pallacanestro statunitense.

## Carriera da allenatore

### Memphis Grizzlies
L'11 giugno 2019, i Memphis Grizzlies hanno assunto Jenkins come nuovo allenatore. Il Memphis Commercial Appeal ha definito l'assunzione un "momento determinante per il proprietario Robert Pera", così come per il front office. Jenkins è stato nominato allenatore del mese della Western Conference nel gennaio 2020 dopo aver portato i Grizzlies a un record di 11-4 durante il mese.

## Statistiche

### Allenatore
| Stagione | Squadra           | Regular Season | Regular Season | Regular Season | Regular Season | Regular Season           | Post Season                                                  |
| Stagione | Squadra           | V              | P              | % V            | G              | Posizione finale         | Post Season                                                  |
| -------- | ----------------- | -------------- | -------------- | -------------- | -------------- | ------------------------ | ------------------------------------------------------------ |
| 2019-20  | Memphis Grizzlies | 34             | 39             | 46,6           | 73             | 3º in Southwest Division | Manca i Play-off                                             |
| 2020-21  | Memphis Grizzlies | 38             | 34             | 52,8           | 72             | 2º in Southwest Division | Sconfitto al Primo Round dai Jazz (1-4)                      |
| 2021-22  | Memphis Grizzlies | 56             | 26             | 68,3           | 82             | 1º in Southwest Division | Sconfitto alle Semifinali di Conference dagli Warriors (2-4) |
| 2022-23  | Memphis Grizzlies | 51             | 31             | 62,2           | 82             | 1º in Southwest Division | Sconfitto al Primo Round dai Lakers (2-4)                    |
| 2023-24  | Memphis Grizzlies | 27             | 55             | 32,9           | 82             | 4º in Southwest Division | Manca i Play-off                                             |
| 2024-25  | Memphis Grizzlies | 44             | 29             | 60,3           | 73             | Esonerato                | -                                                            |
|          | Carriera          | 250            | 214            | 53,9           | 464            |                          |                                                              |